# Karakayadam
De Karakayadam is een stuwdam in de Eufraat bij Malatya in Oost-Anatolië, Turkije, gebouwd in de periode 1976-1987. Het is een van de 22 stuwdammen in het Project Zuidoost-Anatolië. Het bijbehorende stuwmeer, het Karakayastuwmeer, heeft een oppervlakte van 268 km² en een opslagcapaciteit van 9,58 miljard m³.

## Technische gegevens
- Hoogte boven het dal: 158 m
- Hoogte boven de fundering: 173 m
- Inhoud van het bouwwerk: 2 miljoen m³
- Capaciteit waterkrachtcentrale: 1800 MW
- Productie waterkrachtcentrale: 7,354 miljard kWh per jaar